# François-Joseph Moreau
François-Joseph Moreau, né le 3 mars 1789 à Auxonne et mort le 15 janvier 1862 à Paris, est un médecin des Enfants royaux français, membre éminent de l'Académie nationale de médecine.

## Biographie
Après de brillantes études secondaires à Dijon, il étudie la médecine à Paris dès 1808. Il fait sa carrière principalement dans la gynécologie. En 1823, il est nommé professeur à la Faculté de médecine puis il devient secrétaire de la section de chirurgie à l'Académie nationale de médecine de 1827 à 1829. Embaumeur du roi Louis XVIII et chirurgien de Charles X, il est nommé Médecin accoucheur des enfants de sang royal en 1830, et médecin à l'hôpital de la maternité en 1831.
Proche de la Famille d'Orléans, il est le médecin accoucheur de la future reine des Français, Marie-Amélie de Bourbon-Siciles : il accouche la reine Louise de Belgique de son 1er fils le 24 juillet 1833, fille du roi des Français Louis-Philippe Ier ; il accouche la duchesse d’Orléans - Hélène de Mecklembourg-Schwerin et belle-fille du roi Louis-Philippe Ier d’un fils qui deviendra le comte de Paris le 24 août 1838 ; le 13 juillet 1842, il participe à l’embaumement du duc d'Orléans - Ferdinand-Philippe d'Orléans qui vient de décéder accidentellement à la Barrière des Ternes à Paris.
Président de l’Académie de Médecine en 1838, il publie en 1838 Remarques pratiques sur l'opération césarienne et en 1841 le Traité pratique des accouchements.

### Famille

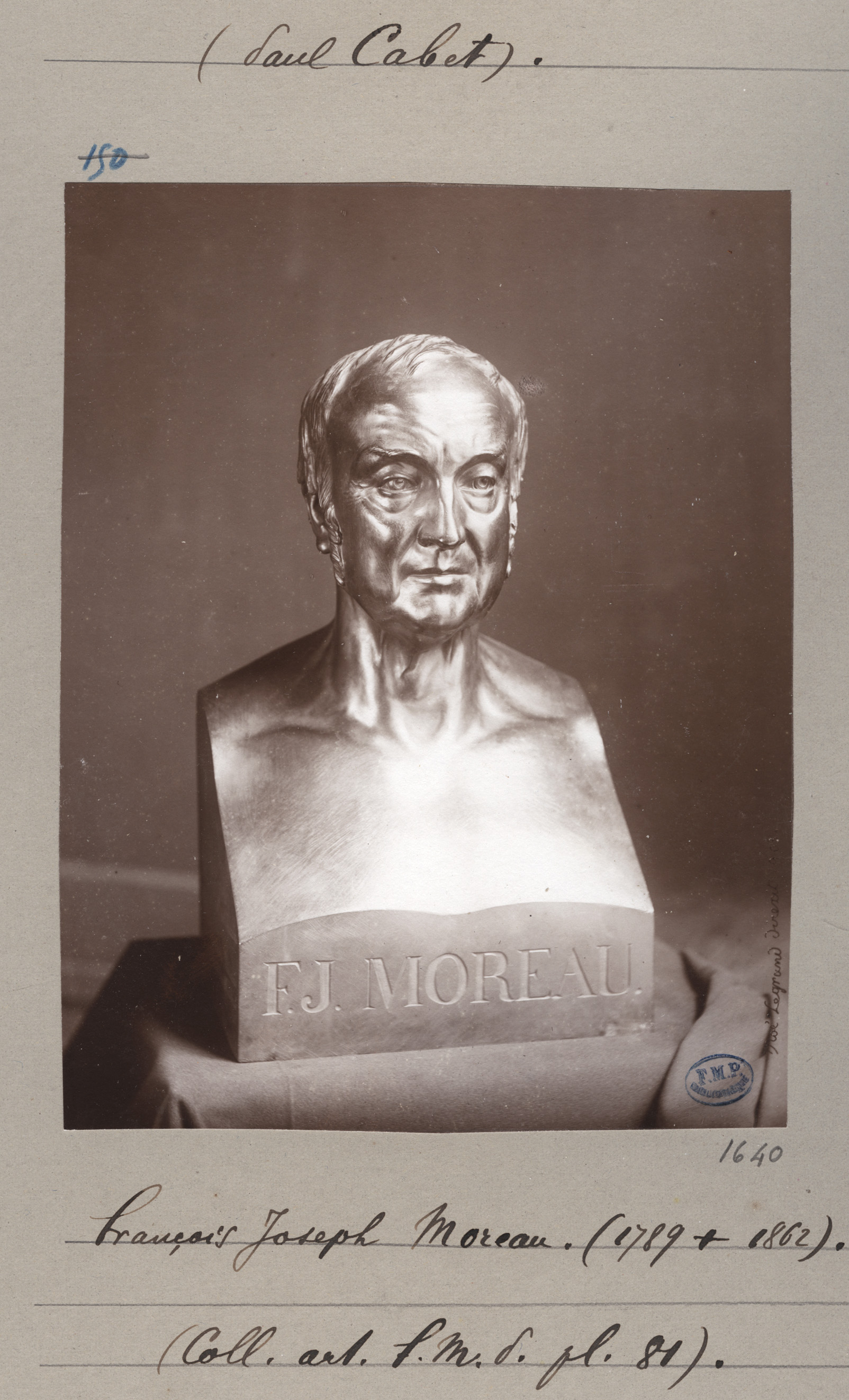
Buste de François Joseph Moreau.

Fils du propriétaire de l'Hostellerie du Grand-Cerf à Auxonne, François Moreau, et de son épouse Marie-Anne Monnot, qui sera ensuite la mère de Jacques-Simon Tournouër devenue veuve en 1792 de F. Moreau, il épouse en 1814 à Paris Virginie Evrat, fille de Jean-Alexis Evrat. Après la naissance de 9 enfants, cette dernière meurt du choléra en 1833 et François-Joseph épouse en 2des noces en 1841 Marthe Botot, fille de François-Louis-Marie Botot de Saint-Sauveur, secrétaire de Marie-Thérèse de Savoie, comtesse d'Artois et épouse de Charles X, avant la Révolution, gérant de l'entreprise familiale Eau de Botot inventée par le docteur Botot - médecin de Louis XV, secrétaire de Paul Barras sous le Directoire, et propriétaire à Claye-Souilly qui résidait en l'hôtel de Chamillart rue du Coq-Héron à Paris.
François-Joseph est à la fois le demi-frère du conseiller d’État Jacques-Simon Tournouër par leur mère commune, et son beau-frère puisque chacun a épousé une fille du professeur Jean-Alexis Evrat. Du côté de sa 2e épouse, son beau-frère Jules Botot fut maire de Claye-Souilly de 1835 à 1852, son beau-frère, Georges Rouget fut un peintre d'histoire de renom et son autre beau-frère, le baron Jacques Nicolas Lacour, fut général d'Empire.
Il achète le château de Courtry (Seine-et-Marne) et devient maire de Courtry de 1855 à 1862 et sa résidence parisienne est située au 43 rue de Verneuil. Il est enterré en 1862 au cimetière du Montparnasse dans le caveau familial mitoyen des Tournouër et son épouse se retire à l'Abbaye Notre-Dame de Livry.
Parmi sa nombreuse descendance, son fils François-Armand Moreau deviendra médecin, son gendre Frédéric Honoré sera avocat à la Cour de cassation et au Conseil du roi, Adrien Moreau-Néret sera avocat et artiste-peintre, Olivier Moreau-Néret sera président du Crédit lyonnais,  Frédéric Paul Moreau sera vice-amiral et grand-officier de la Légion d'honneur, Jacques Moreau sera amiral et commandeur de la Légion d'Honneur.